# Trofeo Buffoni
Le Trofeo Buffoni est une course cycliste italienne disputée autour d'un hameau de Montignoso, en Toscane. Cette épreuve a été créée en 1970,. Elle fait partie du calendrier international de l'UCI, en catégorie 1.1J. La participation est réservée aux juniors (moins de 19 ans). 

## Palmarès
| Année | Vainqueur             | Deuxième              | Troisième            |
| ----- | --------------------- | --------------------- | -------------------- |
| 1970  | Maurizio Deri         | Sergio Bianchi        | Claudio Zanaglia     |
| 1971  | Sandro Puccioni       | Paolo Jori            | Roberto Pardossi     |
| 1972  | Giovanni Buonamici    | Riccardo Volpe        | Giuseppe Mori        |
| 1973  | Giuseppe Veltro       | Sauro Luisi Nazario   | Egisto Forzini       |
| 1974  | Fabrizio Fogli        | Alberto Stocchi       | Ettore Bazzichi      |
| 1975  | Claudio Gioli         | Corrado Donadio       | Alberto Massucco     |
| 1976  | Moreno Mandriani      | Alberto Stocchi       | Roberto Pucci        |
| 1977  | Giovanni Baldini      | Giuseppe Lanzoni      | Daniele Caroli       |
| 1978  | Andrea D'Agaro        | Piergiorgio Angeli    | Silvano Leoni        |
| 1979  | Luigi Ulivi           | Enrico Buscioni       | Leo Ferrali          |
| 1980  | Corrado Pinizzotto    | Riccardo Lisi         | Alberto Volpi        |
| 1981  | Rosolino Manca        | Sandro Manzi          | Enrico Galleschi     |
| 1982  | Alberto Elli          | Giovanni Andreotti    | Franco Cavicchi      |
| 1983  | Massimiliano Castagna | Orlando Dal Molin     | Sergio Carcano       |
| 1984  | Vincenzo Verde        | Gianluca Pierobon     | Sergio Carcano       |
| 1985  | Gianluca Pierobon     | Stefano Rinco         | Gianluca Tonetti     |
| 1986  | Mirko Gualdi          | Romualdo Apicella     | Maurizio De Pasquale |
| 1987  | Flavio Milan          | Mauro Da Riva         | Davide Tani          |
| 1988  | Giorgio Rivieri       | Saul Nencini          | Gianluca Cirimbelli  |
| 1989  | Domenico Legumi       | Ermanno Tonoli        | Davide Rebellin      |
| 1990  | Patrick Flamm         | Marco Della Vedova    | Francesco Secchiari  |
| 1991  | Wilmer Baldo          | Claudio Zerbetto      | Koos Moerenhout      |
| 1992  | Faat Zakirov          | Roberto Remorini      | Michele Rezzani      |
| 1993  | Giuseppe Palumbo      | Kristjan Mugerli      | Davide Pierigè       |
| 1994  | Giuliano Figueras     | Danilo Di Luca        | Luca Belluomini      |
| 1995  | Renzo Mazzoleni (it)  | Leonardo Giordani     | Carmelo Maurici      |
| 1996  | Francesco Cipolletta  | Dmitry Gaynitdinov    | Antonio Rizzi        |
| 1997  | Dmitri Nikandrov      | Nikolai Popov         | Andrea Marcon        |
| 1998  | Filippo Pozzato       | Nicola Marziali       | Giairo Ermeti        |
| 1999  | Filippo Pozzato       | Matej Mugerli         | Daniele Callegarin   |
| 2000  | Emanuele Bindi        | Gregory Da Ros        | Alessio Marino       |
| 2001  | Roberto Traficante    | Andrea Luppino        | Matteo Bordignon     |
| 2002  | Non disputé           | Non disputé           | Non disputé          |
| 2003  | Michele Gaia          | Eros Capecchi         | Mauro Finetto        |
| 2004  | Eros Capecchi         | Andrea Fin            | Matteo Montanari     |
| 2005  | Emiliano Betti        | Federico Masiero      | Mirko Battaglini     |
| 2006  | Nicola Boem           | Daniele Ratto         | Massimo Graziato     |
| 2007  | Davide Mantellassi    | Luca Zanin            | Diego Ulissi         |
| 2008  | Kristian Sbaragli     | Gennadi Tatarinov     | Manuel Bortoletti    |
| 2009  | Andrea Zordan         | Eugenio Bani          | Andrea Fedi          |
| 2010  | Andrea Zordan         | Mikhail Akimov        | Jan Polanc           |
| 2011  | Leonardo Basso        | Riccardo Donato       | Davide Martinelli    |
| 2012  | Niccolò Pacinotti     | Matteo Natali         | Francesco Acco       |
| 2013  | Robert Power          | Aleksandr Riabushenko | Patrick Müller       |
| 2014  | Edoardo Affini        | Nicola Conci          | Michael Storer       |
| 2015  | Tommaso Fiaschi       | Matteo Sobrero        | Luca Mozzato         |
| 2016  | Samuele Battistella   | Stefano Baffi         | Matteo Donegà        |
| 2017  | Luca Colnaghi         | Filippo Zana          | Fabio Mazzucco       |
| 2018  | Samuele Rubino        | Alexandre Balmer      | Mattia Petrucci      |
| 2019  | Gianmarco Garofoli    | Elia Alessio          | Alessandro Verre     |
| 2020  | Andrea Montoli        | Mathias Vacek         | Lorenzo Milesi       |
| 2021  | Alessandro Pinarello  | Finlay Pickering      | Dario Igor Belletta  |
| 2022  | Matteo Scalco         | Jacob Bush            | Nicolas Milesi       |
| 2023  | Mattia Negrente       | Cormac Nisbet         | Samuele Privitera    |
| 2024  | Tommaso Anastasia     | Pietro Galbusera      | Ludovico Mellano     |